# 红戈尔巴特卡
红戈尔巴特卡（羅馬化：Krasnaya Gorbatka）是俄罗斯弗拉基米尔州的市级镇、谢利瓦诺沃区行政中心，位于奥卡河流域内科尔皮河（Колпь）畔，在州府弗拉基米尔东偏南方。
该地2021年人口有7,731人；2010年人口8,885；2002年人口9,441；1989年人口10,493。